# Klokkengieterij Petit & Fritsen

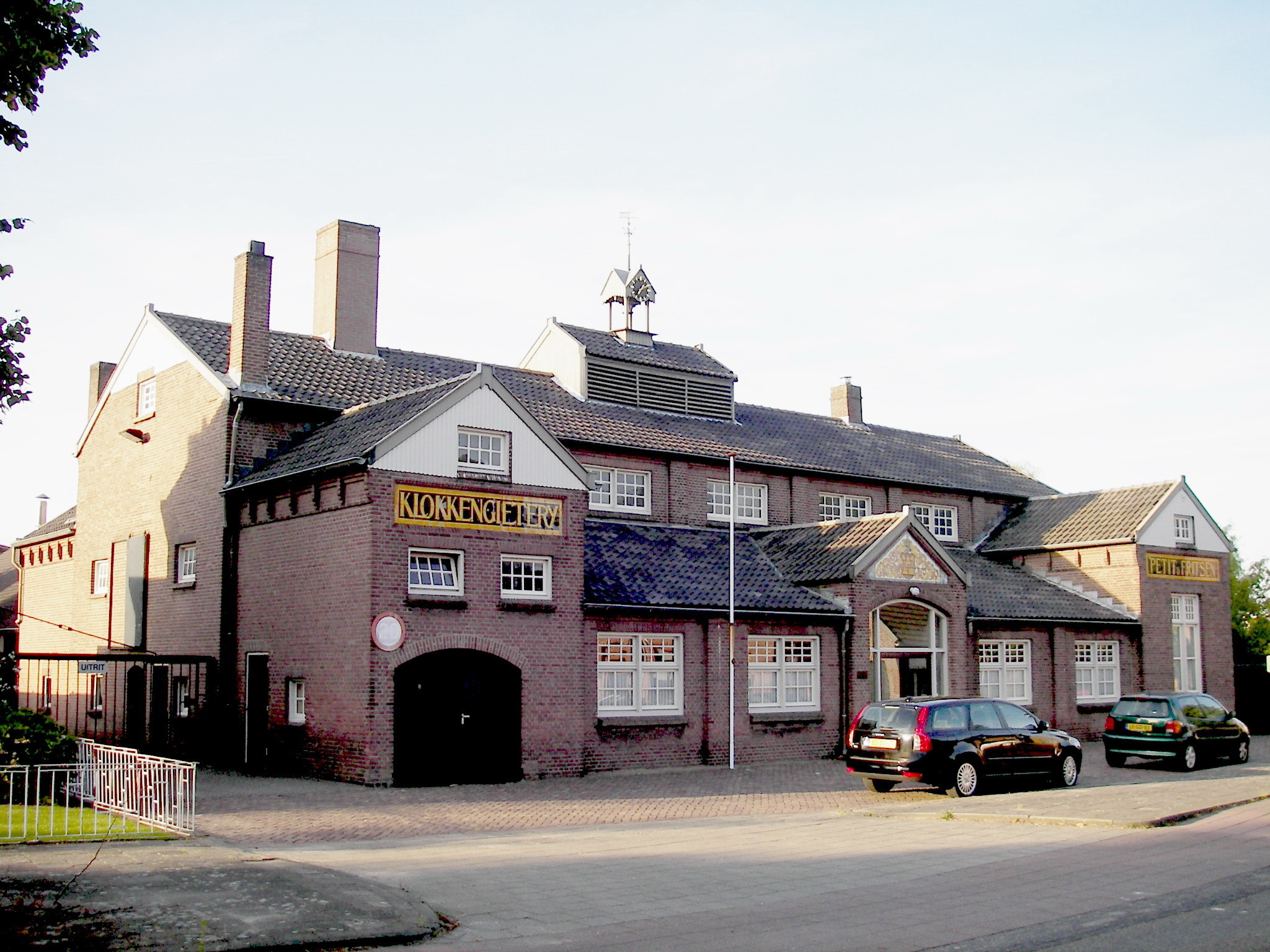
Het monumentale pand van de Klokkengieterij te Aarle-Rixtel

Klokkengieterij Petit & Fritsen, voluit Koninklijke Klokkengieterij Petit & Fritsen b.v. geheten, is een voormalige klokkengieterij te Aarle-Rixtel.

## Geschiedenis
De familie Petit kwam in 1690 naar Nederland. Toen vestigde Nicolas Julien, telg uit een klokkenmakersfamilie, zich in Weert. Zijn dochter Maria huwde met Jean Petit. Nadat Maria stierf in 1703, kwamen haar kinderen naar Weert en leerden daar het klokkengietersvak. Vanuit Someren verhuisde zoon Alexis Petit sr in 1782 naar Aarle-Rixtel. Na het overlijden van de laatste mannelijke Petit in de leiding van de klokkengierterij, in 1815, ging het bedrijf verder onder leiding van de slot- en uurwerkmaker Isaac Frits/zen (Eindhoven, 1784- Aarle-Rixtel 1875), gehuwd met Johanna Gertruda Petit. In dankbare herinnering kreeg het bedrijf de naam Petit & Fritsen. Ruim een eeuw, van 1907 tot aan de sluiting in 2014, was het bedrijf gevestigd in het gebouw Klokkengietersstraat 1-3, dat in 1988 inclusief smeltoven tot rijksmonument werd verklaard.
Eind februari 2014 werd bekend dat collega-bedrijf Eijsbouts de activiteiten van Petit & Fritsen - waar een opvolgingsvraagstuk speelde - overnam, waarbij de merknaam vooralsnog gehandhaafd werd. Van de 16 werknemers van Petit & Fritsen konden er 9 aan de slag bij Eijsbouts. 
De klokkengieterij stamt officieel uit 1660 en was daarmee een van de oudste familiebedrijven van Nederland. Vermoedelijk is het bedrijf echter nog veel ouder dan bovengenoemde datum.

## Producten
Het bedrijf maakte de volgende producten:
- Luidklokken. Van bijzondere betekenis zijn de klokken die worden gegoten voor de Russisch-orthodoxe kerk. Na de perestrojka ontstond er een grote vraag naar deze speciale klokken, die zvonklokken worden genoemd. Anders dan in het westen gebruikelijk, wordt hierbij de klepel via een touw met de hand bediend.
- Beiaarden die hetzij via het handklavier, dan wel via de carilloncomputer bespeeld kunnen worden. Een zeer groot carillon bevindt zich te Hyechung in Zuid-Korea. Het bestaat uit 77 klokken met een totaal gewicht van 40.000 kg. Het kleinste carillon is te vinden in Barneveld, waar 44 klokken opgehangen zijn in een ruimte van 2 m³.
- Automatische klokkenspelen of chimes. Dit zijn kleine klokkenspelen die over het algemeen geen dynamiek (verschil tussen hard en zacht) kennen. Het bedrijf heeft een aanslaggevoelige hamer ontwikkeld die dynamiek wél mogelijk maakt.
- Torenuurwerken.
- Figuuromlopen. Dit betreft installaties die op gezette tijden bewegende figuurtjes, zoals ruitertjes en dergelijke, doen verschijnen.